# 呂顒
呂顒（1503年—1566年），字幼誠，號芹谷，陝西慶陽府寧州人，民籍，明朝政治人物。

## 生平
嘉靖元年（1522年）壬午科陝西鄉試第七名舉人，十七年（1538年）中式戊戌科會試第八十九名，二甲第六十八名進士。授刑部主事，二十一年（1542年）往南直隸江北錄囚，以所領舛錯，不行奏請舉正而隱蔽，謫河南府通判，調衛輝府通判，升南京刑部郎中，出為襄陽府知府，致仕歸，四十五年（1566年）卒。

## 著作
著有《諸書釋義》、《芹谷集》。

## 家族
曾祖呂英，判官；祖父呂昇，贈徵仕郎禮科給事中；父呂經，都察院右副都御史。母高氏（封孺人）。嚴侍下。從兄呂顓，弟呂頎、呂碩、呂預。